# 塔克西拉乡

拉瓦尔品第县地图

塔克西拉乡是巴基斯坦旁遮普省拉瓦尔品第县的一个乡，位于拉瓦尔品第县西北部。总人口151,000(1998)。行政中心位于塔克西拉。

## 行政区划
塔克西拉乡辖有10个联合委员会。
- Ghari Sikander
- 扎拉拉(Jalala)
- Khurram Paracha
- Lab Thatoo

塔克西拉乡行政区划

- Taxila Urban(包含3个委员会)
- Thatha Khalil
- Usman Khattar
- 瓦赫 (Wah)